# Wakefield (Nebraska)
Wakefield város az USA Nebraska államában,  Wayne és Dixon megyékben. Lakosainak száma 1522 fő (2020. április 1.).

## Népesség
A település népességének változása:

| 2010 | 1 451 |
| 2020 | 1 522 |